# Skrova fyr
Skrova fyr är en fyr på en   ö i ögruppen Skrova i Vågans kommun i Nordland fylke i Norge.
Angöringsfyren skulle vara ett komplement till en mindre fyr på Skjåholmen från 1862 som i sin tur hade ersatt en äldre fiskefyr, men planerna övergavs och den gamla fyren lades ned när den nya fyren på Saltværholmen byggdes år 1922.
Fyren, som är av gjutjärn,  utrustades med en fresnellins av tredje storleken. Runt fyren fanns bostäder för fyrvaktaren med familj och övrig personal samt ett maskinhus med en kompressor till mistluren och en tank för bränsle till fyrlyktan.
År 1932 byggdes en radiofyr på platsen vars antenner fortfarande finns kvar. Den ersattes av en ny radiofyr år 1948 och tre år senare  elektrifierades fyren med ström från fastlandet. Den fick ny mistlur 1959, automatiserades 1987 och avbemannades 2005.  
Fyrstationen har renoverats av norska staten och hyrs ut till två privatpersoner som sedan 2017 tar emot övernattande gäster på fyren året runt. Fyren är kulturskyddad.